# Урочище Подільська бучина
Уро́чище Поді́льська бучи́на — ботанічна пам'ятка природи загальнодержавного значення в Україні. Розташована в межах Чортківського району Тернопільської області, на захід від села Іванків, у кв. 93, 94, 97, 98 (вид. 6, 8, 9, 6, 1) Скала-Подільського лісництва Чортківського держлісгоспу, в межах лісового урочища "Дача «Скала-Подільська».
Площа — 20 га. Оголошене об'єктом природно-заповідного фонду постановою РМ УРСР № 780-р від 14 березня 1975 року. Перебуває у віданні Тернопільського обласного управління лісового господарства.
Під охороною — унікальний для Подільської височини залишок природної бучини, що відзначається високою продуктивністю та біологічною стійкістю. Зростають дуб звичайний, граб звичайний, ясен, береза повисла.
Підлісок рідкий (бруслина бородавчата та європейська, бузина чорна). У трав'яному покриві трапляється шафран Гейфеля — вид, занесений до Червоної книги України.
Насадження має наукову, господарську та естетичну цінність.